# Kanton Mont-de-Marsan-Sud
Kanton Mont-de-Marsan-Sud (francouzsky Canton de Mont-de-Marsan-Sud) je francouzský kanton v departementu Landes v regionu Akvitánie. Tvoří ho 10 obcí.

## Obce kantonu
- Benquet
- Bougue
- Bretagne-de-Marsan
- Campagne
- Haut-Mauco
- Laglorieuse
- Mazerolles
- Mont-de-Marsan (jižní část)
- Saint-Perdon
- Saint-Pierre-du-Mont